# Rigidité cadavérique
Pour les articles homonymes, voir Rigor mortis (homonymie).

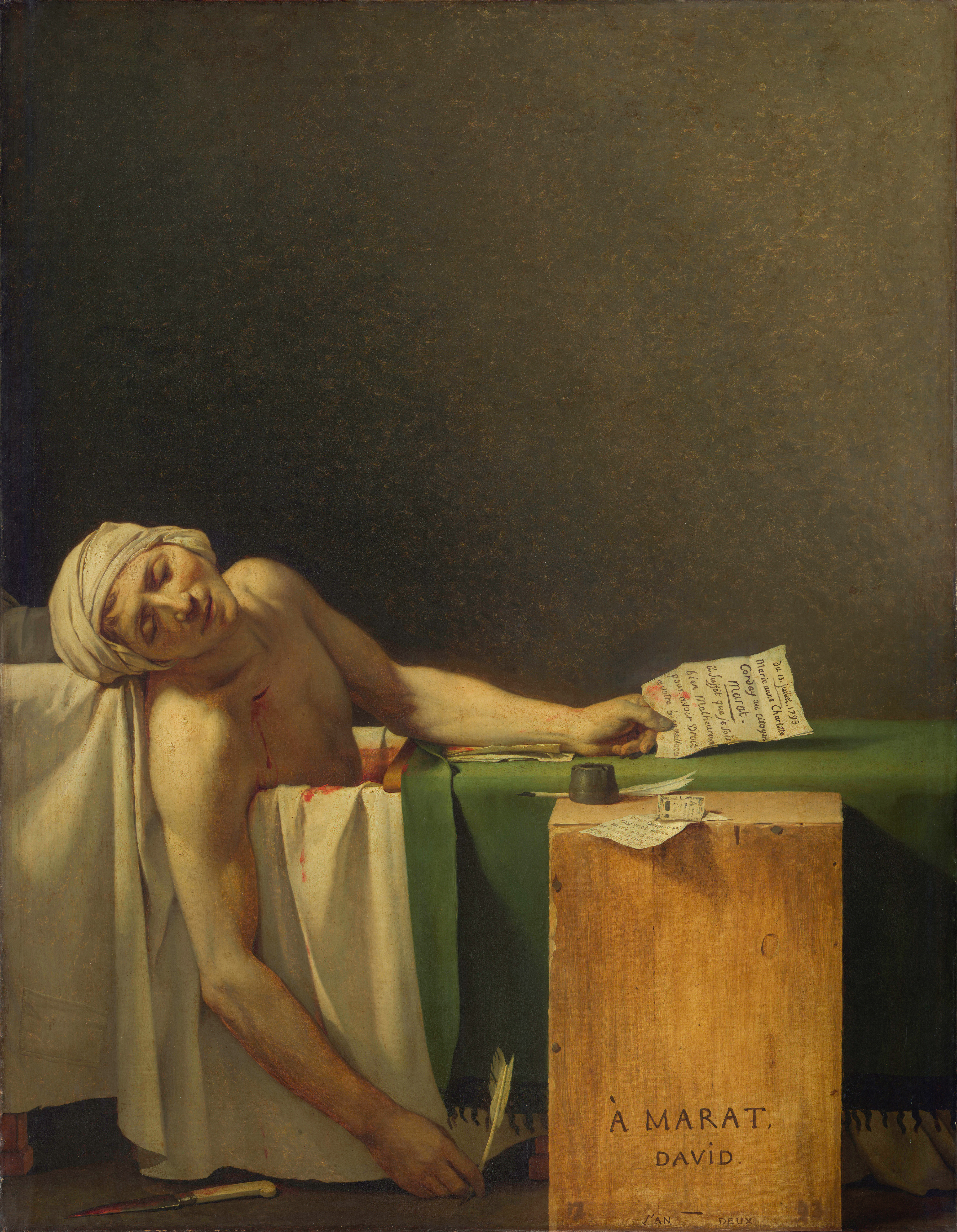
La Mort de Marat, Musées royaux des Beaux-Arts de Belgique

La rigidité cadavérique (en latin : rigor mortis) est un enraidissement progressif de la musculature causé par des transformations biochimiques irréversibles affectant les fibres musculaires au cours de la phase post-mortem précoce. Cet état qui fait partie des signes biologiques de la mort disparaît habituellement lorsque commence la décomposition, c'est-à-dire au bout de deux à quatre jours selon les circonstances.

## Explication de la rigidité cadavérique

Schéma d'une fibre musculaire

La rigidité se caractérise par une perte d'élasticité des tissus, et notamment des muscles, causée par la coagulation de la myosine, une protéine qui y est présente.
Plus précisément, elle est due à l’arrêt des pompes ATPasiques (donc de l'approvisionnement des cellules en énergie) et à la perte de l'étanchéité du réticulum sarcoplasmique, sorte de poche située dans la cellule musculaire et contenant des ions calcium. Chez le vivant, lorsque le muscle est stimulé par l'influx nerveux, ces ions sont rapidement libérés dans le cytoplasme pour permettre les cycles de liaisons-détachement entre les têtes de myosine et les filaments d'actine (protéines filamenteuses), ce qui entraîne la contraction d'une cellule musculaire, et donc du muscle. Lorsque la contraction prend fin, le calcium est rapidement repompé dans le réticulum sarcoplasmique. À la mort, cette repompe n'a plus lieu, et ainsi la concentration cytoplasmique du Ca2+ augmente. Sous l'action de cet ion, des ponts entre les filaments d’actine et de myosine se forment, ce qui entraîne l'immobilisation du muscle. 
La disparition de la rigidité est en rapport avec l’autolyse et la décomposition, qui détruisent la structure des filaments d’actine et de myosine ainsi que les liaisons qui les unissent.

## Utilisation pratique
La rigidité cadavérique est notamment utilisée en médecine légale, mais il n'y a pas de consensus scientifique sur les moments d'apparition, d'évolution et de disparition de cette rigidité post-mortem car elle est fonction de nombreux paramètres (proportion de cellules musculaires, température initiale du corps sachant qu’un cadavre perd environ 1 °C par heure, température ambiante, présence de produits toxiques, manipulation précoce du corps).
L'évolution chronologique de la rigidité en climat tempéré et aux conditions habituelles est la suivante :
- début de rigidité cadavérique au niveau de l'articulation temporo-mandibulaire et de la nuque 3 heures après le décès ;
- évolution vers la rigidité complète, des membres supérieurs vers les membres inférieurs 6 heures après le décès ;
- rigidité maximale entre 6 et 12 heures après le décès ;
- résolution progressive 36 heures après le décès ;
- résolution complète 48 heures après le décès.